# Fritz Brandt (Komponist)
Fritz Brandt (* 24. Januar 1880 in Magdeburg; † 29. Januar 1949 in Düsseldorf) war ein deutscher Jurist und Komponist.

## Leben
Fritz Brandt erhielt bei seinen Eltern den ersten Musikunterricht. Gustav Adolph Brandt (1838–1919) war Organist der Magdeburger Katharinenkirche, seine Frau Hedwig Scheuerlein (1843–1927) hatte als Sopranistin an der Kölner Oper seit 1867 Hauptrollen des Opernfachs und auch Werke von Max Bruch gesungen. Auf Drängen der Eltern studierte Fritz Brandt, trotz seiner musikalischen Neigung und schon erster Kompositionserfahrungen, Jura in Freiburg im Breisgau, Halle und Berlin. In enger Freundschaft mit dem gleichaltrigen Julius Weismann widmete er sich daneben weiterhin musikalischen Studien, auch bei Max Bruch in Berlin.
Brandt wurde 1906 promoviert und legte 1908 die zweite juristische Staatsprüfung ab. Er begann als Assessor in Magdeburg und kam 1914 als Landrichter nach Duisburg. Bei Kriegsausbruch wurde er eingezogen und war im besetzten Belgien eingesetzt. Nebenher gründete er zusammen mit Fritz Volbach unter den Besatzern in Brüssel ein deutsches Sinfonieorchester. Bei Kriegsende kehrte er nach Duisburg zurück. Er heiratete Dora Bosse, mit der er 1920 die Tochter Silvia hatte. Er wurde 1921 in den Senat für Patentsachen, Urheberrecht und Wettbewerbsrecht beim Oberlandesgericht Düsseldorf berufen. Brandt wurde in Düsseldorf noch Senatspräsident.
Bereits für 1913 ist die Uraufführung von Mistral nach einem Text von Friedrich Nietzsche für Bariton und Orchester in Magdeburg nachweisbar, für 1921 das Streichquartett op. 15 auf dem Tonkünstlerfest des Allgemeinen deutschen Musikvereins (AdMV) in Nürnberg. Bei der Jahrtausendfeier der Rheinlande 1925 dirigierte Georg Schnéevoigt das Klavierkonzert op. 19. Nach dem Zweiten Weltkrieg erhielt er vom Künstlerverein Malkasten einen Kompositionsauftrag für die Feier zum 100-jährigen Jubiläum. Von Brandt sind 43 Opuszahlen festgehalten, darunter vier Streichquartette und zwei Sinfonien.
Im Vorstand des Musikvereins Düsseldorf trat Brandt in den Zwanziger Jahren für die zeitgenössische Musik ein. Bei den Einigungsverhandlungen 1926 zwischen der Genossenschaft Deutscher Tonsetzer und der seinerzeitigen GEMA wurde er als unparteiischer Schlichter mit juristischem Sachverstand gebraucht.

## Schriften
- Wie entsteht eine Komposition? Vortrag im Rotary-Club Düsseldorf am 9. Dezember 1935. Düsseldorf 1936